# Wera Putina

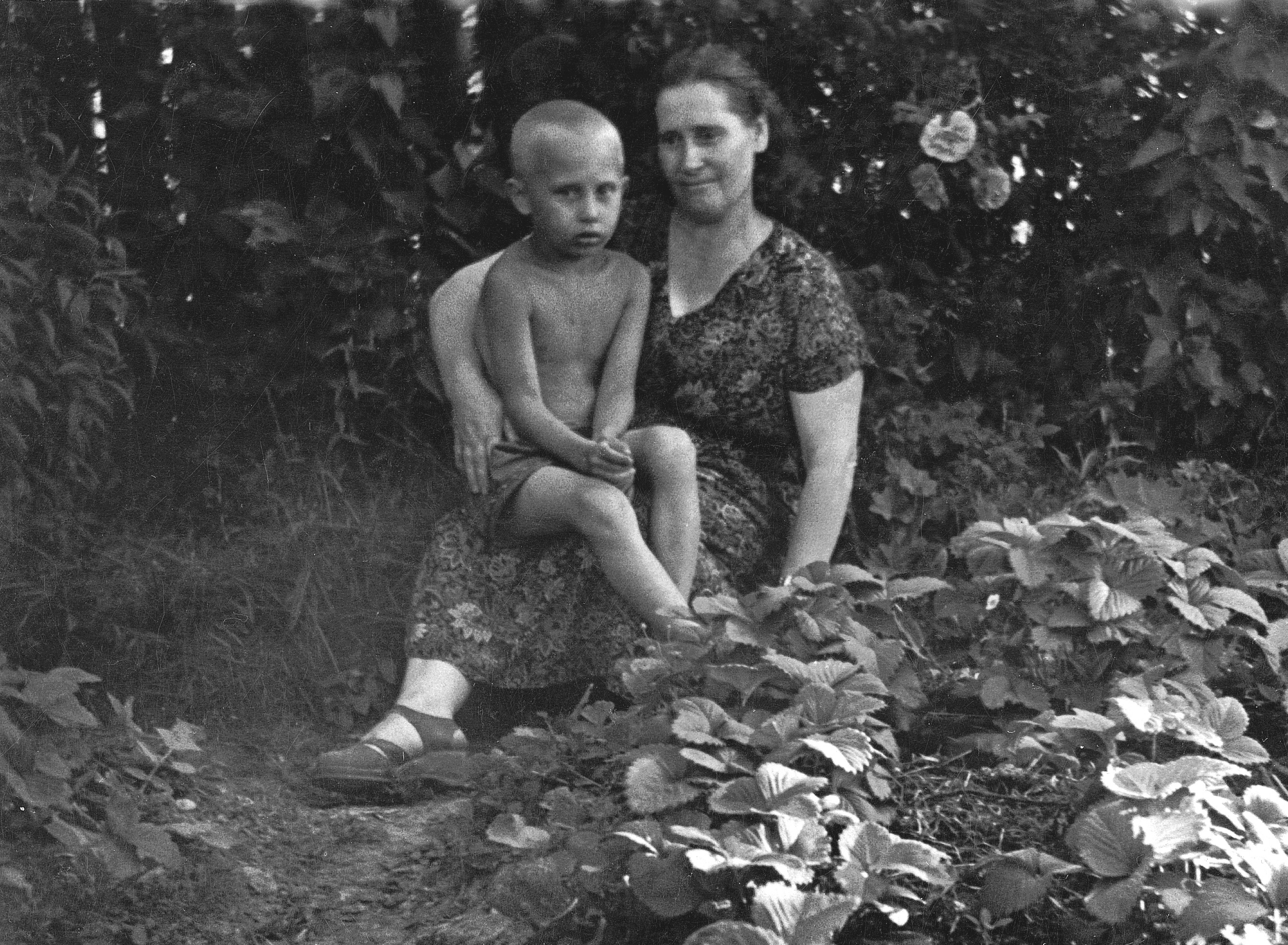
Wladimir Putin mit seiner offiziellen Mutter Maria Iwanowna Putina (1958)

Wera Nikolajewna Putina (georgisch ვერა ნიკოლაევნა პუტინა; russisch Вера Николаевна Путина; * 6. September 1926 in Terechino, Region Perm, Sowjetunion; † Mai 2023 in Tiflis, Georgien) war eine georgische Staatsbürgerin, die ab 1999 öffentlich behauptete, die leibliche Mutter von Wladimir Putin zu sein.

## Leben und Wirken
Wera Putina wuchs in ärmlichen Verhältnissen im Dorf Metechi, etwa 30 Kilometer südöstlich von Gori, auf. Nach acht Jahren Schulbildung machte sie eine Lehre zur Mechanikerin. Danach war sie beruflich in der Landwirtschaft tätig und lernte dabei auch Platon Priwalow, ihren ersten Ehemann, kennen. Sie heiratete dreimal, wobei ihre ersten beiden Ehen geschieden wurden.
Putina starb im Mai 2023 im Alter von 96 Jahren nach längerer Krankheit an Altersschwäche in einem Krankenhaus in Tiflis. Sie wurde am 30. Mai 2023 in ihrem Heimatort Metechi beigesetzt.

## Die Causa Wladimir Putin
Im Herbst 1999, nur kurz nach der Ernennung von Wladimir Putin zum Ministerpräsidenten der Russischen Föderation, behauptete Wera Putina erstmals öffentlich, sie wäre die leibliche Mutter von Putin. Angeblich hatte sie bereits in den 1980er-Jahren eher zufällig durch Bekannte erfahren, dass Putin in höherer Position beim KGB tätig war. Laut ihrer Erzählung sei Putin am 7. Oktober 1950 in Georgien geboren. Sein leiblicher Vater sei der russische Mechaniker Platon Priwalow gewesen, welcher ihr erster Ehemann war. Nach der Scheidung heiratete sie den georgischen Soldaten Georgi Osepakhvili. Er sei jedoch ein gewalttätiger Alkoholiker gewesen und habe sie und ihren Sohn jahrelang schlecht behandelt. Deswegen ließ sich Putina von ihm scheiden. Sie habe Putin als Kind Wowa genannt. Im Dezember 1960 habe sie Wowa erst zu ihren eigenen Eltern und dann zur Adoption freigegeben, da sie aufgrund ihrer Armut finanziell nicht mehr für ein Kind sorgen konnte. Daraufhin sei Putin in Leningrad von einem wohlhabenden Ehepaar aus der entfernten Verwandtschaft adoptiert worden, wo er auch aufgewachsen ist.
Ihre Behauptungen stehen im Gegensatz zu Putins offizieller Biografie. Er war das jüngste von drei Kindern, wobei seine beiden älteren Brüder in den 1930er-Jahren noch im Kindesalter starben und seine Eltern beide Ende der 1990er-Jahre gestorben sind. Wera Putina bot des Öfteren an, sich einem DNA-Test zu stellen, von offizieller Seite wurde davon nie Gebrauch gemacht.
Wladimir Putin hat sich nie zu Putinas Behauptungen geäußert. Der Kreml-Sprecher Dmitri Peskow gab in einer Pressemitteilung deutlich zu verstehen, dass die Frau jahrzehntelang gezielt Lügen über Putin verbreitet hätte.